# 大福交通
大福交通有限会社（だいふくこうつう）は、福井県勝山市に本社を置くタクシー・バス事業者である。タクシー・バス事業のほかに旅行業も営む。本社のある勝山市から「勝山市コミュニティバス」を受託する。

## 沿革
- 1962年（昭和37年）6月09日：一般乗用旅客自動車運送事業免許を取得、タクシー事業を開始[1]。
- 1982年（昭和57年）：クレーン車のリース運行を開始。
- 1991年（平成03年）：クレーン車のリース運行を終了。
- 1992年（平成04年）6月09日：特定旅客自動車運送事業免許を取得、特定バス事業を開始[1]。
- 1997年（平成09年）8月29日：一般貸切旅客自動車運送事業免許を取得、貸切バス事業を開始[1]。
- 1998年度（平成10年度）：大型貸切バスを3台導入。
- 2002年度（平成14年度）：旅行業を開始（福井県知事第3-165号）。
- 2003年度（平成15年度）：中型貸切バスを導入。
- 2004年度（平成16年度）：勝山市デマンドバス「北谷線」の運行受託を開始[1]。
- 2005年度（平成17年度）：勝山市コミュニティバス「ぐるりん」の運行受託を開始[1]。
- 2007年（平成19年）10月：勝山市デマンドバス「平泉寺線」の運行受託を開始[1]。
- 2008年（平成20年）07月：本社新社屋が竣工。
- 2009年（平成21年）：勝山市デマンドバス「遅羽線」の運行受託を開始[1]。
- 2016年（平成28年）：勝山市内観光バス「ダイナゴン」の運行受託を開始[1]。
- 2019年（令和元年）：ロンドンバスの車両を導入。

## 運賃・乗車券類
- 勝山市コミュニティバス「ぐるりん」
  - 運賃は均一制で、1乗車100円（大人・小学生とも）。未就学児は無料[3]。
  - 各種障害者手帳により障害者は運賃無料となる[3]。
  - 運転免許証自主返納者は、市が発行する「勝山市内バス無料券」の提示により運賃無料となる[3]。
  - 勝山駅で乗降し恐竜博物館前で乗降した場合は運賃が異なる（勝山市内観光バス「ダイナゴン」に合わせており、団体割引もある）。詳細は勝山市公式サイトを参照のこと[3]。

- 勝山市デマンドバス
  - 運賃は乗車距離に応じ、1乗車100円または200円（大人・小学生とも）。未就学児は無料[3]。
  - 障害者および運転免許証自主返納者の運賃無料化については「ぐるりん」に同じ[3]。
  - 小中学生専用の通学定期券を1か月2,000円で発売している[3]。

- 勝山市内観光バス「ダイナゴン」
  - 運賃は均一制で大人300円、小学生200円、未就学児は無料[4]。

## 路線バス

### 勝山市コミュニティバス
勝山市コミュニティバスのうち、大福交通は市街地循環バス「ぐるりん」2路線と、デマンドバス4路線を運行受託する。

#### 市街地循環バス「ぐるりん」

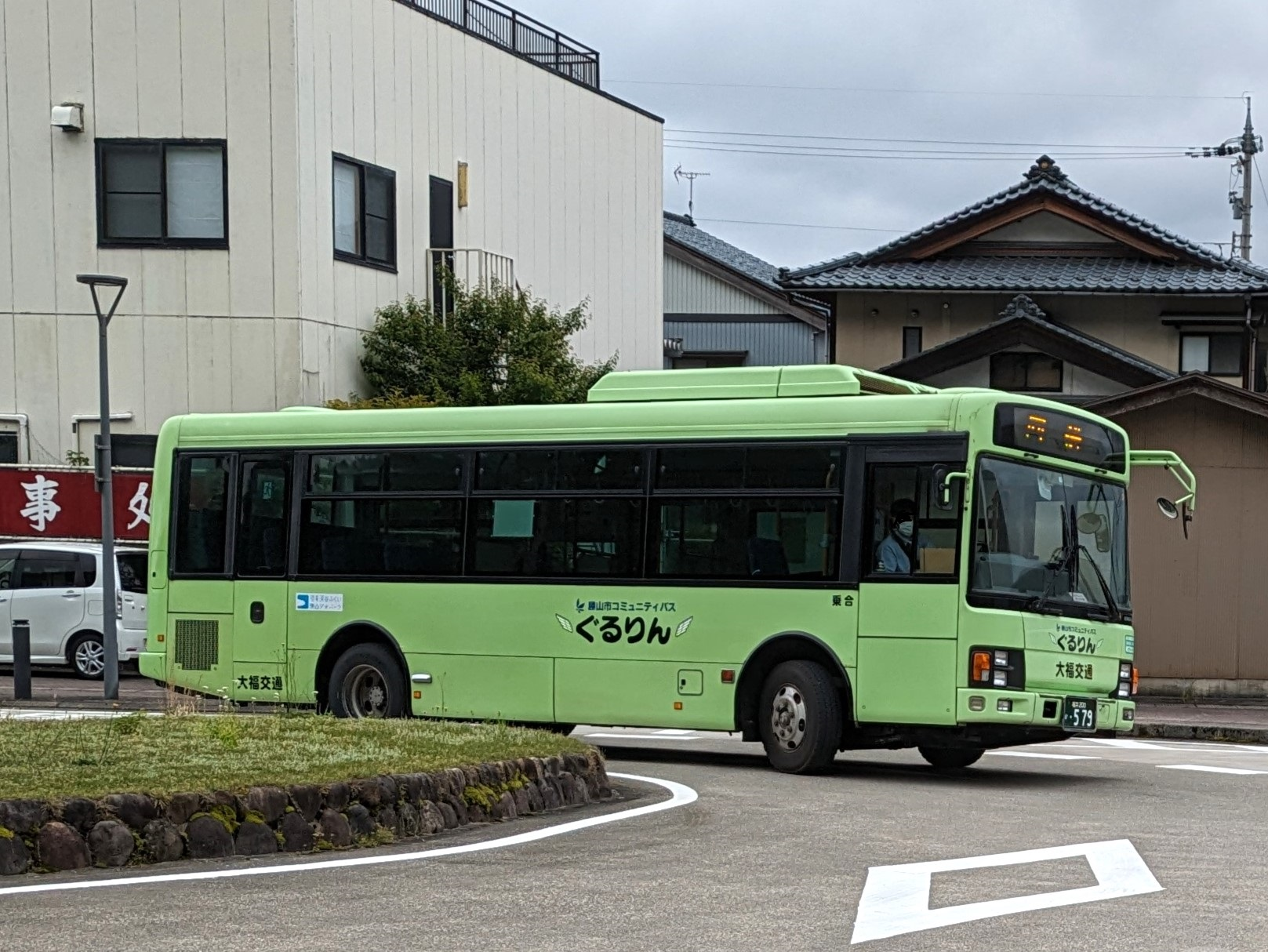
「ぐるりん」中部方面

「水芭蕉」停留所は「勝山温泉センター水芭蕉」の最寄り停留所。
- 「ぐるりん」中部方面
  - 勝山駅 - すこやか - 恐竜博物館前 - 水芭蕉 - 福井勝山総合病院 - 中部中学校 - すこやか - 勝山駅
    - 第1便は水芭蕉を経由しない。
    - 一部便はサンプラザ前とゆめおーれ勝山前を経由する（2度経由する便もある）。

- 「ぐるりん」南部方面
  - 勝山駅 - サンプラザ前 - 越前大仏前 - 勝山ニューホテル前 - 勝山城博物館 - 南校前 - 勝山駅 - サンプラザ前 - 奥越特別支援学校入口 - ジオアリーナ - 福井勝山総合病院 - 水芭蕉
  - 水芭蕉 - 福井勝山総合病院 - 越前大仏前 - 勝山ニューホテル前 - 勝山城博物館 - 南校前 - 勝山駅 - サンプラザ前 - 奥越特別支援学校入口 - ジオアリーナ - 福井勝山総合病院 - 水芭蕉

#### デマンドバス
大福交通が以下の4路線を運行受託する。「路線定期運行」（予約不要）と「路線不定期運行」（要予約）と「区域運行」（フルデマンド）がある。
- 北谷線
- 平泉寺線
- 平泉寺・猪野瀬予約便
- 遅羽線

以下の路線は、市内に本社を置くバス・タクシー事業者の勝山交通株式会社が運行受託する。「路線定期運行」（予約不要）と「路線不定期運行」（要予約）と「区域運行」（フルデマンド）がある。
- 北郷予約便
- 鹿谷線
- 荒土線
- 野向線
- 荒土予約便
- 野向予約便
- 荒土・野向予約便

### 勝山市内観光バス「ダイナゴン」

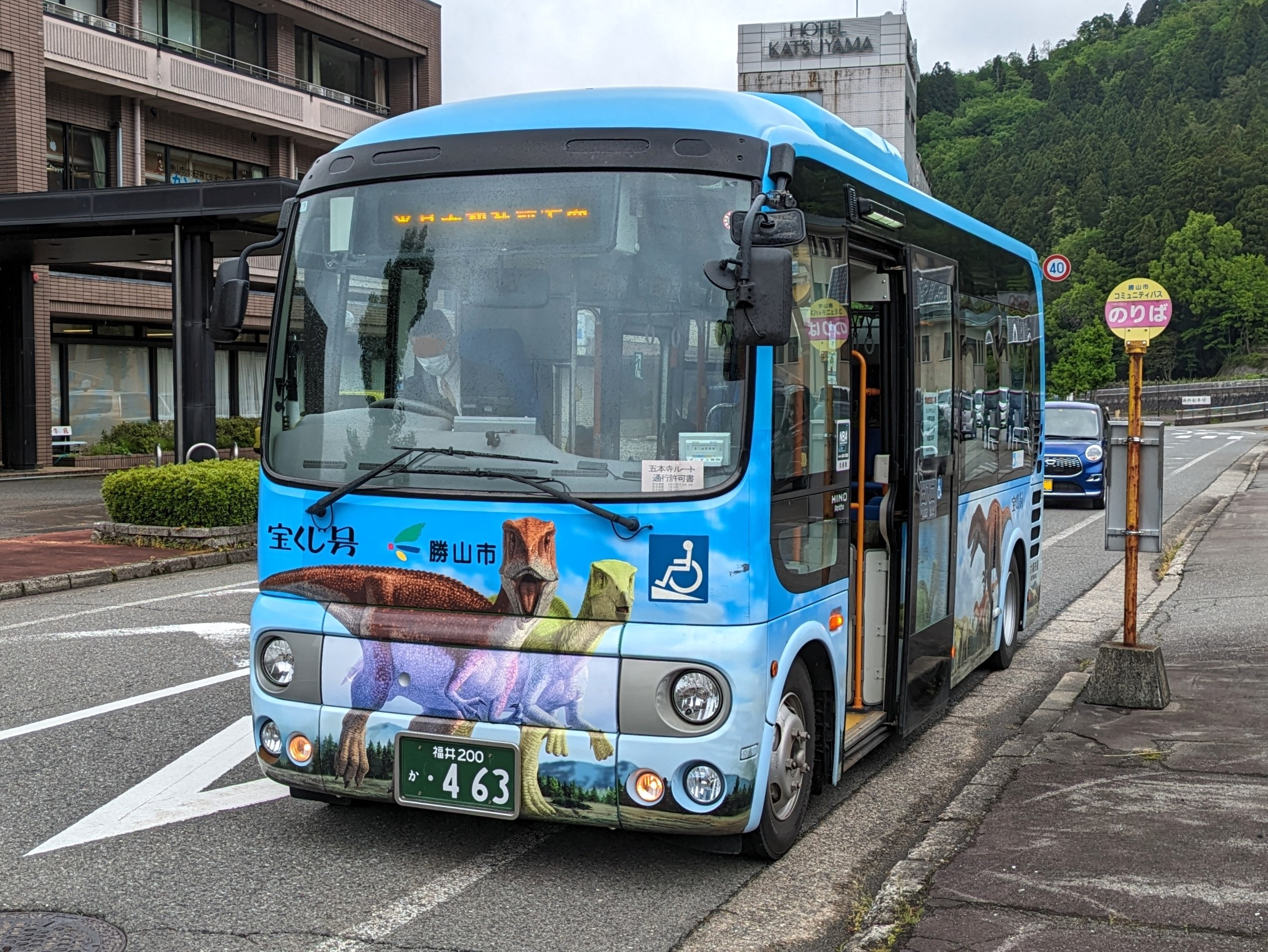
勝山市内観光バス「ダイナゴン」

以下の2路線を運行受託。土休日のみ運行、12月 - 3月中旬までは運休の季節運行。
- 恐竜博物館 - 平泉寺ライン
  - 恐竜博物館前 - 越前大仏前 - 勝山ニューホテル前 - 勝山城博物館 - 平泉寺神社前

- 勝山駅 - 平泉寺ライン
  - 勝山駅 - 尊光寺前 - サンプラザ前 - 越前大仏前 - 勝山ニューホテル前 - 勝山城博物館 - 平泉寺神社前

## 車両
路線バス車両は、勝山市コミュニティバス「ぐるりん」では黄色の三菱ふそう・エアロミディME、勝山市内観光バス「ダイナゴン」では青色基調に恐竜ラッピングの日野・ポンチョ（1ドアロングボディ）を、それぞれ専用車として使用する。
デマンドバスでは、ベージュ地に黄色ラインの共通カラーのトヨタ・ハイエースを使用する。なお、他の路線を受託する勝山交通では路線状況に応じ、同じカラーリングの日野・リエッセ（ステップリフトバス）も使用している。
貸切バス車両は、大型バスは三菱ふそう・エアロクィーン、中型バスは三菱ふそう・エアロバスMMと日野・セレガ（9mショート車）、そのほかマイクロバスなどを保有する。
タクシー車両は、日産・クルー2台、トヨタ・プリウス、トヨタ・アイシス、日産・ノート、トヨタ・シエンタを各1台、9人乗りジャンボタクシーを2台保有する。大福交通のタクシー車両は屋根に社名表示灯を装備していない。